# Der Schuss aus dem Hinterhalt
Der Schuss aus dem Hinterhalt (span. El delantero centro fue asesinado al atardecer) ist ein Roman von Manuel Vázquez Montalbán aus der Serie um Privatdetektiv Pepe Carvalho. Der Roman erschien erstmals im Jahr 1988. Die deutsche Übersetzung von Bernhard Straub veröffentlichte 1990 der Rowohlt Verlag. Eine überarbeitete Neuausgabe erschien 2014 unter dem Titel Carvalho und der tote Mittelstürmer beim Verlag Klaus Wagenbach.

## Handlung
Die Handlung spielt in Barcelona im Herbst 1988. Barcelona befindet sich in den Vorbereitungen zu den Olympischen Spielen 1992. Der reichste und renommierteste Fußballklub der Stadt – eine eindeutige Anspielung auf den FC Barcelona, der jedoch im Roman nicht ausdrücklich genannt wird – erhält die Drohung, dass sein neuer Mittelstürmer Jack Mortimer bei Sonnenuntergang ermordet werden soll. Obwohl der Verein den Morddrohungen nicht allzu viel Beachtung schenkt, beauftragt er Pepe Carvalho, ihnen nachzugehen. In einer Parallelhandlung, die erst gegen Ende des Romans mit der Hauptgeschichte verknüpft wird, heuert der gealterte frühere Stürmerstar des Vereins, Alberto Palacín, nach Jahren in der Versenkung wieder in der nördlichen Vorstadt von Barcelona an, um bei dem abstiegsbedrohten viertklassigen Traditionsverein Centellas FC zu spielen. Hintergrund der Handlung ist die Intrigenwelt des Fußballs und der Politik, insbesondere die Bodenspekulationen rund um den Bau des olympischen Dorfes in Barcelona. Daneben beschäftigt sich der Roman mit der Bedeutung des Fußballs als Ersatzreligion, der Rolle der Stürmerstars als moderne Helden und der Vereinsfunktionäre als allmächtige neue „Götter“. Neben den fiktiven Charakteren werden dabei im Roman des Öfteren reale Spieler der spanischen Fußballliga, darunter auch Bernd Schuster, erwähnt.

## Charaktere
Neben den bei Carvalho-Krimis üblichen Charakteren wie Charo, Fuster, Kommissar Contreras und dem letztmals auftretenden Bromuro spielen folgende Charaktere mit:
- Jack Mortimer: Mittelstürmer des reichsten Fußballvereins der Stadt, Stareinkauf zur Saison 88/89
- Alberto Palacín: Mittelstürmer des (fiktiven) Fußballvereins Centellas FC, Ex-Fußballstar
- Doña Concha: Zimmervermieterin
- Marta Becerra und Marçal Lloberola: Drogenabhängiges Pärchen
- Sánchez Zapico: Präsident des Fußballvereins Centellas FC
- Basté de Linyola: Präsident des reichsten Fußballvereins der Stadt
- Germán Dosrius: Anwalt von Linyola
- Alfons Camps O’Shea: Pressesprecher des reichsten Fußballvereins der Stadt
- Raurell: Spielervermittler und ehemaliger Manager von Palacín

## Ausgaben
- Manuel Vázquez Montalbán: Der Schuss aus dem Hinterhalt. Aus dem Spanischen von Bernhard Straub. Rowohlt, Reinbek bei Hamburg 1990, ISBN 3-499-42955-1.
- Manuel Vázquez Montalbán: Carvalho und der tote Mittelstürmer. Aus dem Spanischen übersetzt und neu bearbeitet von Bernhard Straub. Wagenbach, Berlin 2014, ISBN 978-3-8031-2726-6.